# Paso de la Amada

Paso de la Amada e outros sítios do período formativo, cerca de 900 a.C.

Paso de la Amada é um sítio arqueológico no estado mexicano de Chiapas, no golfo de Tehuantepec, na região de Soconusco. Este sítio esteve ocupado durante o período formativo, desde cerca 1800 a.C. até 1000 a.C., estendendo-se por uma área de aproximadamente 50 ha.
Paso de la Amada é particularmente digno de nota por ser o local onde foi encontrado o mais antigo campo de jogo de bola mesoamericano, por ser a "melhor evidência" de contactos olmecas na região de Soconusco, e por apresentar evidências antigas de estratificação social.

## Descoberta e escavação
O sítio foi descoberto em 1974 por Jorge Fausto Ceja Tenorio, que mais tarde procedeu à sua escavação. John E. Clark e Michael Blake procederam a investigações com base na ideia de que os montículos poderiam fornecer alguma informação sobre a estrutura e estratos sociais do período formativo inicial.
A escavação de um sítio próximo, San Carlos, ajudou a explicar muitas das descobertas feitas em Paso de la Amada. Pensa-se que terá existido uma relação próxima entre as populações destes dois sítios bastante semelhantes.

## O mais antigo campo de jogo de bola
Em 1985, os arqueólogos descobriram as ruínas de uma estrutura correspondente a um campo de jogo de bola mesoamericano, que foi datada de 1400 a.C. O campo mede aproximadamente 80 metros de comprimento e 8 metros de largura, situando-se entre dois montículos paralelos os quais apresentam bancadas de 2 metros de profundidade e 30 cm de altura ao longo do seu comprimento.
Ao contrário do que é normal, o campo de jogo não foi encontrado num centro cerimonial, mas sim associado a residências da elite, sugerindo que estava reservado a estes membros da sociedade.

## Montículo 6
A maior das estruturas em Paso de la Amada é o montículo 6. O montículo 6 revelou a mais antiga evidência de evolução da estrutura social. Foram encontrados seis níveis diferentes.
- O montículo 6 começou por ser uma grande estrutura sobre terreno firme, referida como estrutura 6. O mais provável é que esta estrutura tenha sido usada como área comum ou casa de homens.
- Ainda ao nível do solo, a estrutura 5 era mais complexa, com mais postes interiores e sala de "estar".
- À medida que evoluía para a estrutura 4 surgiu uma plataforma. Apesar de não ser muito grande, fazia com que a estrutura 4 fosse a mais elevada de todas as construções de Paso de la Amada. A estrutura 4 consistia de muitos postes interiores, lareiras, espaço para sentar, e piso de argila.
- Com o passar do tempo, foi construída a estrutura 3 a um nível mais alto, enquanto que a residência propriamente dita ficava mais pequena.
- Mais tarde, a estrutura 2 tornou-se um projecto comunitário que teria requerido muitas pessoas ao longo de muitos dias para ser concretizado. Evans estima que a estrutura 2 teria requerido 20 indivíduos durante 25 dias para a sua construção.

## Significância
O montículo 6 fornece uma forma de evidência para a mudança de povoamentos agrícolas simples para sociedades mais complexas. Inicialmente, foram criados espaços enclausurados como locais comuns ou locais de congregação de muitos indivíduos. A ideia de uma "casa dos homens" ou de um local onde os homens da aldeia se podia reunir e conversar era comum. O montículo 6 começou como uma casa de reunião social, porém, com o passar do tempo, esta tornou-se mais pequena, permitindo a cada vez menos pessoas reunirem-se no seu interior. A plataforma cresceu também, provando que terá sido recrutado um grande grupo de pessoas para construí-la. Se um grande grupo se reuniu para construir uma plataforma e uma estrutura para um grupo de pessoas menor, deverá ter existido um grupo de líderes ou um líder individual conduzindo a construção. A razão pela qual o montículo 6 consitui uma descoberta tão significativa e relevante é o facto de não se possuírem muitas formas de efectuar descobertas sobre a estrutura política destas sociedades iniciais. O montículo 6 fornece provas de que uma força de trabalho estava disponível e de que alguém teria de ter ordenado a construção desta estrutura. O tamanho do edifício no cimo do montículo mostra também como o poder se tornou mais concentrado e centralizado com o tempo. O corpo governante tornou-se mais pequeno; as estruturas 2 e 3 apresentam esta ideia. O montículo poderia ter sido construído como uma exibição de poder e prestígio, com propósitos práticos, ou ambos. Porém, na busca da existência de poder político nas mãos de governantes, o montículo 6 de Paso de la Amada fornece evidências e permite a discussão e especulação.

## Influência olmeca
Segundo o arqueólogo Richard Diehl, os mercadores olmecas apareceram pela primeira vez em Paso de la Amada por volta de 1150 a.C. ou antes, e as suas visitas conduziram à "olmecização" da hierarquia social, ao surgimento de Cantón Corralito como centro regional, eclipsando Paso de la Amada.